# Мёртвые души (мини-сериал, 2020)
«Мёртвые души» — российский фильм (мини-сериал) режиссёра Григория Константинопольского, созданный по мотивам одноимённой поэмы русского писателя Николая Гоголя. Все 4 серии вышли 9 декабря 2020 года эксклюзивно в онлайн-кинотеатре IVI.

## Сюжет
Основной сюжет развивается в Российской Федерации эпохи В. В. Путина — в областном центре — городе Бугорске, в который из Москвы на BMW X3 (с наклейкой на заднем стекле «Спасибо деду за победу!») заезжают государственный инспектор отдела культурно-исторического наследия Министерства культуры Российской Федерации Павел Иванович Чичиков и его водитель Селифан.
В первой серии прибывший в Бугорск Чичиков отдаёт дань уважения погибшим в Великой Отечественной войне, посещая мемориал, у которого дежурит почётный караул, состоящий из членов «Юнармии»; крестится, проходя мимо православного храма.
Павел Чичиков продаёт места на кладбищах города Москвы рядом с могилами известных деятелей (певцов, актёров, политиков и прочих VIP). Чичиков знакомится с губернатором (который желает быть похороненным у кремлёвской стены рядом с «Владимиром Владимировичем») и чиновниками Бугорска (начальником по социальному обеспечению и здравоохранению г. Бугорска Маниловым, начальником по культуре Собакевичем, начальником отдела по физической культуре и спорту Ноздрёвым и другими). Чичиков и Селифан посещают загородный дом четы Маниловых (наркоманов и сексоголиков); Манилов желает быть похороненным рядом с А. Б. Чубайсом.
Во второй серии Чичиков попадает в дом мэра Бугорска — Коробочки, которая желает быть похороненной рядом с Максимом Галкиным. Посещает Чичиков также Ноздрёва (казака-реконструктора и дальнего родственника митрополита), мечтающего быть похороненным рядом с могилой Захара Прилепина.
В третьей серии Чичиков посещает министра культуры Бугорской области Собакевича, пожелавшего быть похороненным рядом с могилой А. А. Навального. Также посещает начальника библиотечного фонда Бугорской области — Плюшкина, желающего быть похороненным рядом с Ф. С. Бондарчуком.
В четвёртой серии Чичикова заключают под стражу по инициативе следователя, который утверждает, что Чичиков — это разыскиваемый «особо тяжкий преступник» капитан Копейкин. Судья заключает Чичикова под стражу, несмотря на то, что розыскиваемый капитан Копейкин в ходе боевых действий лишился руки и ноги. Судья обещает освободить Чичикова при условии, что Чичиков за 50 000 000 рублей бронирует для судьи место рядом с могилой Высоцкого и место судьи «конституционного суда». Жена начальника УВД вызволяет Чичикова из-под стражи и передаёт ему собранные чиновниками края деньги («под миллиард»). Деньгами пытаются завладеть два сотрудника ДПС; Чичикова и Селифана спасают «народные мстители» капитана Копейкина.
В конце фильма сотрудники ФСБ — майор Павел Чичиков и старший лейтенант Селифан Кузнецов — передают в конспиративной квартире в Москве очередную партию наличных денег, собранных для финансирования избирательной кампании «товарища Байдена». Коррумпированных чиновников Бугорского края арестовывают. Чичиков и Селифан получают от полковника ФСБ благодарность и аналогичное задание в Краснозвонском крае, где Чичиков по поручению начальства министерства культуры должен собрать список выдающихся деятелей, захороненных в провинции и подлежащих перезахоронению на кладбищах Москвы.

## Актёры и персонажи
| Актёр                        | Роль                                                      |
| ---------------------------- | --------------------------------------------------------- |
| Евгений Цыганов              | Павел Иванович Чичиков / Иван Павлович Чичиков            |
| Дмитрий Дюжев                | Манилов                                                   |
| Елена Коренева               | Коробочка                                                 |
| Тимофей Трибунцев            | Ноздрёв                                                   |
| Александр Робак              | Собакевич                                                 |
| Алексей Серебряков           | Плюшкин                                                   |
| Максим Емельянов             | Кузнецов Селифан Николаевич водитель Чичикова             |
| Сергей Колтаков              | губернатор Антон Кузьмич Сквозник-Дмухановский            |
| Иван Охлобыстин              | капитан Копейкин                                          |
| Александр Стриженов          | Алексей Иванович начальник УВД                            |
| Анна Михалкова               | Агафья Тихоновна жена начальника УВД                      |
| Александра Ревенко           | Лиза (Кама) жена Манилова                                 |
| Алексей Кортнев              | прокурор                                                  |
| Анна Котова-Дерябина         | Люда певица в ресторане                                   |
| Алексей Агранович            | судья                                                     |
| Анастасия Талызина           | Лена губернаторская дочка                                 |
| Виктория Толстоганова        | Феодулия Ивановна жена Собакевича                         |
| Ирина Абросимова             | Анжела жена губернатора                                   |
| Семён Слепаков               | адвокат Чичикова                                          |
| Максим Лагашкин              | Иван Андреевич глава главпочтамта                         |
| Игорь Верник                 | Кувшинное-Рыло чиновник Минкульта                         |
| Александр Яценко             | Межуев зять Ноздрева                                      |
| Кристина Бабушкина           | Мавра работница библиотеки                                |
| Ксения Раппопорт             | Анна посетительница фитнес-клуба                          |
| Юлия Ауг                     | Софья посетительница фитнес-клуба                         |
| Борис Каморзин               | Кузьма Кузьмич глава комиссии по делам ветеранов          |
| Василий Буткевич             | гаишник Вася Подколёсин                                   |
| Иван Макаревич               | гаишник 2-й                                               |
| Павел Ворожцов               | следователь Чичикова                                      |
| Андрей Дерюгин               | следователь Ноздрёва                                      |
| Сергей Великоредчанин        | следователь Коробочки                                     |
| Антон Ромм                   | 1-й следователь                                           |
| Игорь Трафлялин              | 2-й следователь                                           |
| Сергей Ершов                 | 3-й следователь                                           |
| Александр Семёнов            | 4-й следователь                                           |
| Сергей Белоголовцев          | управляющий Манилова                                      |
| Михаил Горевой               | начальник Счётной палаты                                  |
| Виталий Кищенко              | полковник ФСБ                                             |
| Алексей Вертков              | Серый Человек                                             |
| Павел Артемьев               | казак Поцелуев                                            |
| Роман Колотухин              | казак Кувшинников                                         |
| Анастасия Щеглова            | Лукерья французская топ-модель                            |
| Евгений Косырев              | официант                                                  |
| Иван Юрлов                   | Карякин чиновник в ресторане                              |
| Дмитрий Рудков               | Антон Николаевич Волокита чиновник городской управы       |
| Алексей Старченко            | Абакум Фыров чиновник из прокуратуры                      |
| Леонид Тимцуник              | надзиратель Неуважай-Корыто                               |
| Сергей Кухарев               | киноспецназ                                               |
| Татьяна Выдрина              | секретарь суда                                            |
| Наталья Пронина              | секретарь губернатора                                     |
| Олег Таллер                  | Порфирий денщик Ноздрёва                                  |
| Григорий Константинопольский | Борис Гребенщиков музыкант                                |
| Алина Андрейченко            | Маша сотрудница почты                                     |
| Руслан Файзуллин             | 1-й сын Ноздрёва                                          |
| Артур Файзуллин              | 2-й сын Ноздрёва                                          |
| Иван Коротков                | Вишну старший сын Манилова                                |
| Елисей Копцев                | Кришна младший сын Манилова                               |
| Михаил Коновалов             | садовник Манилова                                         |
| Екатерина Баландина          | эскорт-подружка Чичикова                                  |
| Никас Сафронов               | камео                                                     |
| Максим Галкин                | камео                                                     |
| Михаил Ефремов               | фото Александра Петровича Коробочки бывшего мэра Бугорска |